# Titularbistum Teglata in Numidia
Teglata in Numidia (ital.: Teglata di Numidia) ist ein Titularbistum der römisch-katholischen Kirche. 
Das Bistum Teglata in Numidia war in Numidien angesiedelt, einer historischen Landschaft in Nordafrika, die weite Teile der heutigen Staaten Tunesien und Algerien umfasst.
| Titularbischöfe von Teglata in Numidia |                                                 |                                        |                   |                    |
| Nr.                                    | Name                                            | Amt                                    | von               | bis                |
| 1                                      | Pedro Meurice                                   | Weihbischof in Santiago de Cuba (Kuba) | 1. Juli 1967      | 4. Juli 1970       |
| 2                                      | Domenico De Luca Titularerzbischof pro hac vice | Apostolischer Nuntius                  | 22. Mai 1993      | 16. September 2006 |
| 3                                      | Francisco Antonio Nieto Súa                     | Weihbischof in Bogotá (Kolumbien)      | 22. Oktober 2008  | 2. Februar 2011    |
| 4                                      | Ivan Philip Camilleri                           | Weihbischof in Toronto (Kanada)        | 28. November 2020 |                    |